# Grandsaigne
 Grandsaigne  (en occitano Grand Sanha) es una comuna  y población de Francia, en la región de Lemosín, departamento de Corrèze, en el distrito de Ussel y cantón de Bugeat.
Su población en el censo de 2008 era de 47 habitantes.
Está integrada en la Communauté de communes Buget-Sornac-Millevaches au Coeur .

## Demografía
| 144 | 134 | 111 | 87 | 70 | 58 | 47 |
| Para los censos de 1962 a 1999 la población legal corresponde a la población sin duplicidades (Fuente: INSEE [Consultar]) |     |     |    |    |    |    |